# Fred Warngard
Fred Warngard (Suecia, 9 de mayo de 1907-23 de mayo de 1950) fue un atleta sueco, especialista en la prueba de lanzamiento de martillo en la que llegó a ser medallista de bronce olímpico en 1936.

## Carrera deportiva
En los JJ. OO. de Berlín 1936 ganó la medalla de bronce en el lanzamiento de martillo, llegando hasta los 54.83 metros, quedando situado en el podio tras los alemanes Karl Hein y Erwin Blask (plata con 55.04 metros).